# Frères Galliari
Les frères Galliari (Bernardino, 1707 ; Fabrizio, 1709 et Giovanni Antonio, 1714) sont des peintres italiens natifs d'Andorno Micca, dans la province de Bielle, dans le Piémont.

## Biographie
Dès leur enfance les frères Galliari partent à Milan, puis dans la province de Bergame et sont réputés comme peintres et scénographes de plusieurs théâtres européens.
Leurs travaux se distinguent par des effets de perspectives et d'illusionnisme qu'ils utilisent autant dans leurs scénographies que dans leurs fresques pour leurs commissionnaires lombards et piémontais.
L'homogénéité de leur style empêche les attributions et la paternité individuelle. On peut malgré tout reconnaître leurs rôles respectifs dans l'atelier familial :  Bernardino s'occupe des figures, Fabrizio des effets perspectifs et Giovanni Antonio des décorations florales et des rocailles.

## Lieux des œuvres
- Palazzo Visconti, Brignano Gera d'Adda
- l'église della Trinità à Crema
- la Villa ex Veri de Biassono
- Villa Arconati, Castellazzo di Bollate
- Villa Pecori Giraldi, Grumello al Monte
- église S. Andrea, Sforzatica
- Basilica di S. Martino, Treviglio
- Villa Bettoni, Bogliaco
- Villa Brambilla, Cassano d'Adda
- Villa Mossa, Occhieppo Superiore
- Villa Mosca, Chiavazza
- Castello della Croce, Piea
- Santuario di San Giovanni d'Andorno, Campiglia Cervo[1]
- Castello Bellegarde, Les Marches

## Sources
- (it) Cet article est partiellement ou en totalité issu de l’article de Wikipédia en italien intitulé « Fratelli Galliari » (voir la liste des auteurs).

1. ↑  Santuario di San Giovanni d'Andorno - Biella, page web sur www.leabbazie.it